# Robert Smigel
Robert Smigel est un acteur, scénariste, producteur et réalisateur américain né le 7 février 1960 à New York, (États-Unis). Il est surtout connu comme l'auteur et marionnettiste du personnage « Triumph The Insult Comic Dog » (un chien qui a pour habitude d'insulter des célébrités) et de la séquence « TV Funhouse » du Saturday Night Live, à base de dessins animés parodiant en particulier les productions Hanna-Barbera des années 1960, les longs-métrages Disney ou la vie politique américaine.
Triumph est une marionnette rudimentaire, une chaussette ornée d'une tête de chien avec un cigare dans la gueule. Ses interventions consistent à injurier copieusement les invités d'émissions, ou à affirmer une sexualité débridée.
Parmi les œuvres les plus populaires de TV Funhouse, citons The Ambiguously Gay Duo, les aventures d'Ace et Gary, deux super-héros à la sexualité équivoque (parodie des aventures de Batman et Robin), The X-Presidents, où les anciens présidents Gerald Ford, Jimmy Carter, Ronald Reagan et George Bush père, irradiés lors d'un tournoi de golf, ont acquis des super-pouvoirs (parodie des X-Men et des Archies) ou le Michael Jackson Show, dans lequel Michael Jackson tente à chaque fois vainement de prouver qu'il n'est pas pédophile.
Les apparitions télé de Triumph au Conan O'Brien Show ont fait l'objet d'un DVD sorti aux États-Unis en 2004, ainsi que d'un album solo de sketchs et de chansons, Come Poop With Me (2003). Le Saturday Night Live a diffusé en avril 2006 une compilation de TV Funhouse présentée par Ace et Gary, sortie en DVD en octobre 2006.
Robert Smigel fait également régulièrement des apparitions dans les films de son ami Adam Sandler, ancien collègue du Saturday Night Live.

## Filmographie
(décembre 2023).

### Comme acteur
- 1975 : Saturday Night Live ("Saturday Night Live") (série télévisée) : Various (1991-1993) / Various Voices (1996-)
- 1993 : Wayne's World 2 : Concert Nerd
- 1995 : Billy Madison : Mr. Oblaski
- 1996 : The Dana Carvey Show (série télévisée) : Various Characters
- 1996 : Happy Gilmore : I.R.S. Agent
- 1998 : Tomorrow Night (en) de Louis C.K. : Mail Room Guy With Glasses
- 1998 : Wedding singer - Demain on se marie ! (The Wedding Singer) : Andre
- 2000 : Comedy Central Presents: The N.Y. Friars Club Roast of Rob Reiner (TV) : Triumph the Insult Comic Dog (voix)
- 2000 : Little Nicky : Mr. Beefy (voix)
- 2000 : TV Funhouse (série télévisée) : Fogey / Xabu / Triumph the Insult Comic Dog / Rocky / Various (voix)
- 2002 : Punch-Drunk Love : Walter the Dentist
- 2002 : Joyeux Muppet Show de Noël (It's a Very Merry Muppet Christmas Movie) (TV) : Triumph the Insult Comic Dog (voix)
- 2003 : Late Night with Conan O'Brien: 10th Anniversary Special (TV) : Triumph the Insult Comic Dog
- 2004 : Late Night with Conan O'Brien: The Best of Triumph the Insult Comic Dog (vidéo) : Triumph the Insult Comic Dog
- 2005 : Eminem's Making the Ass (TV) : Triumph The Insult Comic Dog (voix)
- 2008 : Rien que pour vos cheveux
- 2023 : What we do in the Shadows: Alexander
- 2024 : Carla et moi (Between the Temples) de Nathan Silver : rabbin Bruce

### Comme scénariste
- 2004 : Late Night with Conan O'Brien: The Best of Triumph the Insult Comic Dog (vidéo)
- 1989 : Saturday Night Live: 15th Anniversary (TV)
- 1991 : Lookwell (TV)
- 1998 : Saturday Night Live: The Best of Phil Hartman (TV)
- 1999 : Saturday Night Live: 25th Anniversary (TV)
- 2003 : Night of Too Many Stars (TV)
- 2008 : Rien que pour vos cheveux
- 2011 : Jack et Julie
- 2012 : Hôtel Transylvania

### Comme producteur
- 1991 : Lookwell (TV)
- 1996 : The Dana Carvey Show (série télévisée)
- 1998 : Saturday Night Live: The Best of Chris Farley (TV)
- 2000 : TV Funhouse (série télévisée)
- 2011 : Jack et Julie

### Comme réalisateur
- 1975 : Saturday Night Live ("Saturday Night Live") (série télévisée)